# أديسون تي. سميث
أديسون تي. سميث هو سياسي أمريكي، ولد في 5 سبتمبر 1862 في كامبردج في الولايات المتحدة، وتوفي في 5 يوليو 1956 في واشنطن العاصمة في الولايات المتحدة بسبب سرطان الرئة. نشط حزبياً في الحزب الجمهوري. وقد انتخب عضو مجلس النواب الأمريكي ‏.